# Oskar von Kirchner
Emil Otto Oskar von Kirchner (Breslavia, 15 settembre 1851 – Venezia, 25 aprile 1925) è stato un botanico tedesco.

## Biografia
Kirchner, figlio di un consigliere della cancelleria, frequentò dal 1861 al 1869 il ginnasio della sua città natale. Infine studiò botanica all'Università di Breslavia ove, nel 1874, conseguì la laurea con un lavoro sugli scritti di botanica del filosofo greco Teifrasto di Eresos. Quindi lavorò all'Istituto di Pomologia dell'Accademia di Proskau. Nel 1877 si trasferì all'Università di Hohenheim e nel 1878 divenne assistente al nuovo Istituto di analisi dei semi. Dal 1881 al 1917 fu professore ordinario di botanica presso l'Università di Hohenheim.
Nel 1884 fu accettato presso la Accademia Cesarea Leopoldina ad Halle.
Accanto ai suoi molteplici studi sulla botanica, soprattutto nel campo della biologia dei fiori, Kirchner si dedicò intensivamente allo studio delle malattie delle piante da cultura. Tra i suoi numerosi scritti in questa materia e sulla pratica della protezione delle piante in agricoltura, va evidenziato il libro Die Krankheiten und Beschädigungen unserer landwirtschaftlichen Kulturpflanzen (Malattie e danni alle nostre coltivazioni) la cui prima edizione comparve nel 1890. Dal 1916 fino alla sua morte Kirchner ha edito la sua rivista scientifica Zeitschrift für Pflanzenkrankheiten und Gallenkunde. La scuola superiore di agricoltura di Hohenheim lo gratificò nel 1922 della dignità di dottore onorario.

## Opere principali
(in lingua tedesca)
- Flora von Stuttgart und Umgebung (Ludwigsburg, Waiblingen, Esslingen, Nürtingen, Leonberg, ein Teil des Schönbuchs etc.) mit besonderer Berücksichtigung der pflanzenbiologischen Verhältnisse, Verlag Eugen Ulmer, Stuttgart 1888
- Die Krankheiten und Beschädigungen unserer landwirtschaftlichen Kulturpflanzen. Eine Anleitung zu ihrer Erkennung und Bekämpfung für Landwirte, Gärtner u. a., Verlag Eugen Ulmer, Stuttgart 1890; 2. Aufl. 1906; 3. Aufl. 1923. - 4. Aufl. in mehreren Bänden herausgegeben unter dem Titel "Krankheiten und Beschädigungen unserer Kultur- und Nutzpflanzen" von B. Rademacher ebd. 1962.
- Atlas der Krankheiten und Beschädigungen unserer landwirtschaftlichen Kulturpflanzen (mit H. Boltshauser). Tafeln mit erläuterndem Text, 6 Serien, Verlag Eugen Ulmer, Stuttgart, 1896–1902; von einigen Serien nach 1918 Neuauflagen.
- Die Vegetation des Bodensees (zusammen mit Carl Schroeter). 2 Bände, 1896, 1902.
- Exkursionsflora für Württemberg und Hohenzollern (zusammen mit Julius Eichler). 1. Auflage, Verlag Eugen Ulmer, Stuttgart 1900; 2. Auflage 1913.
- Die Obstbaumfeinde, ihre Erkennung und Bekämpfung, Verlag Eugen Ulmer, Stuttgart 1903; 2. Aufl. 1906; 3. Aufl. 1912; 4. Aufl. 1921.
- Die Getreidefeinde, ihre Erkennung und Bekämpfung, Verlag Eugen Ulmer, Stuttgart 1903; 2. Aufl. 1916.
- Blumen und Insekten. Verlag B.G. Teubner, Leipzig 1911.
- Die Entwicklung der Kgl. landwirtschaftlichen Anstalt Hohenheim. Festgabe zur Feier des hundertjährigen Bestehens der Anstalt verfaßt im Auftrage des Lehrerkonventes der landwirtschaftlichen Hochschule, Verlag Eugen Ulmer, Stuttgart 1918.
- Pflanzenschutz, 7. vollst. umgearb. Aufl., Deutsche Landwirtschafts-Gesellschaft, Berlin 1924
- Herausgeber (1904–1925) zusammen mit E. Loew und C. Schroeter: Lebensgeschichte der Blütenpflanzen Mitteleuropas. 64 Lieferungen, 1904–1942.